# 軽井沢町立軽井沢中部小学校
軽井沢町立軽井沢中部小学校（かるいざわちょうりつかるいざわちゅうぶしょうがっこう）は、長野県北佐久郡軽井沢町にある公立小学校。

## 所在地
- 長野県北佐久郡軽井沢町大字長倉3734番地

## 沿革
- 1956年（昭和31年） - 軽井沢東小学校（現・軽井沢東部小学校）の一部と同千ヶ滝分校、軽井沢南小学校を統合して開校[1]。
- 1983年（昭和58年） - 新校舎竣工[1]。

## 校歌
- 校歌委員会 選定
- 中田喜直 作曲

## 学区
通学区域は以下の通り
- 大字長倉
  - 塩沢区、中軽井沢区、古宿区、星野区、塩壺区、千ケ滝中区、千ケ滝西区、鳥井原区、油井区
- 大字発地
  - 馬取区、上発地区、下発地区、杉瓜区、風越団地区、ニュータウン区
- 中軽井沢
  - 中軽井沢区

## 卒業後の進路
卒業生は公立中学校に進学する場合、基本的に軽井沢町立軽井沢中学校へ進学する。

## 著名な卒業生
- 星野佳路（星野リゾート 社長）
- 鍵山優真（プロフィギュアスケーター）